# فرودگاه صحرایی سی دیوید کمبل
فرودگاه صحرایی سی دیوید کمبل (به انگلیسی: C David Campbell Field) (به زبان بومی: Corsicana Municipal Airport) یک فرودگاه همگانی بهره‌برداری هوایی با کد یاتا CRS است که یک باند فرود آسفالت دارد و طول باند آن ۱۵۲۵ متر است. این فرودگاه در شهر کورسیکانا، تگزاس کشور ایالات متحده آمریکا قرار دارد و در ارتفاع ۱۳۷ متری از سطح دریا واقع شده‌است.